# غلجة (حومة أبهر)
غلجة (بالفارسية: گلجه) هي قرية تقع في إيران في منطقة مركزية ريفية. يقدر عدد سكانها بـ 47 نسمة بحسب إحصاء 2016.